# Jeffrey Beall
Jeffrey Beall är en amerikansk bibliotekarie och docent vid Auraria Library, University of Colorado, Denver. Han är kritisk till Open Access-rörelsen och är känd för sin blogg, Scholarly Open Access som har som syfte att granska så kallad "predatory open access publishing" - rovdjursförlag, ett begrepp som han myntat.

## Utbildning och bakgrund
Beall har en kandidatexamen i spanska från California State University, Northridge (1982), och en masterexamen i engelska från Oklahoma State University (1987) samt en masterexamen i biblioteks- och informationsvetenskap från University of North Carolina (1990). Fram till december 2012, ingick Beall i redaktionskommittén för Cataloging & Classification Quarterly. Samma år, blev han anställd vid UC-Denver. I en intervju för The Charleston Advisor i juli 2013, berättade Beall att hans största inspirationskälla var Fred Kilgour.

## Kritik av open access publicering
Beall har sagt att "The only truly successful model that I have seen is the traditional publishing model."(sv. Den enda riktigt framgångsrika metod jag har sett är den traditionella publiceringsmetoden.) I december 2013 publicerade Beall en kommentar i tripleC, en open access-tidskrift, i vilken han uttryckte en generell kritik av open access-publicering. Han beskriver open access-publicering som en anti-korporativ rörelse vars förespråkare har som mål att ta död på de kommersiella förlagen och göra den vetenskapliga publiceringen till en socialistisk rörelse. Dessutom anser han att open access-rörelsen är ett Euro-dominerat, nykolonialistiskt försök att stöpa om den vetenskapliga kommunikationen enligt en liten klick europeiska kollektivisters strävan. Enligt Beall är uppkomsten av det stora antalet "rovdjursförlag" en produkt av open access-rörelsen.

### Kritik av rovdjursförlag (predatory open access publishing)
Beall är väl känd för sin granskning av "rovdjursförlag", vilket begrepp han har myntat. Han har publicerat ett antal analyser av "rovdjurstidskrifter" såsom Bentham Open i The Charleston Advisor år 2009. Hans intresse för sådana tidskrifter vaknade 2008 då han började få  ett flertal erbjudanden från tveksamma tidskrifter, om att  ingå i deras redaktionsråd. Han har sagt att han omedelbart blev fascinerad därför att de flesta inbjudningarna innehöll flera grammatiska fel. Sedan 2008 har han underhållit och uppdaterat en välkänd lista över vilka han menar är "potentiella, möjliga, eller förmodade, vetenskapliga open access-rovdjursförlag". Beall har beräknat att open access-rovdjurstidskrifter publicerar ungefär 5-10 procent av alla open access artiklar, och att minst 25 procent av alla open access-tidskrifter är rovdjursaktiga.

## Motargument mot Bealls kritik
Wayne Bivens-Tatum, bibliotekarie vid Princeton University, publicerade ett motartikel i tripleC, angående Bealls kritik av open access-publicering. Han menade att Bealls "retorik ger goda exempel på vad Albert O. Hirschman kallade the 'rhetoric of reaction'", och drog slutsatsen att Bealls "argument är ohållbara på grund av de svepande generaliseringarna han gör utan några belägg."
Beall har också kritiserats av bibliotekarierna Monica Berger och Jill Cirasella, vid City University of New York, för att ha förutfattade meningar om open access-tidskrifter från länder med en svagare ekonomisk utveckling. Berger och Cirasella menar att "dålig engelska eller ett redaktionsråd  med personer som är huvudsakligen icke-västerländska inte gör en tidskrift till 'predatory'". Medan de erkänner att "de kriterier Beall använder för sin lista är en utmärkt utgångspunkt för vad som kan känneteckna så kallade 'rovdjurstidskrifter", föreslår de att: "Med tanke på den otydlighet som finns mellan låg-kvalitativa förlag och rovdjursförlag, kan det vara bättre att vitlista, eller göra en lista över förlag och tidskrifter som har granskats och auktoriserats enligt vissa godkända standarder, än att svartlista. Den centrala aktören i den här rörelsen är Directory of Open Access Journals (DOAJ)."
Lars Bjørnshauge, VD för DOAJ, räknar med att tvivelaktiga förlag står för mindre än 1 % av alla författarbetalda, open-access-artiklar, en betydligt mindre andel än Bealls beräkning, 5-10 %. I stället för att lita till svartlistning, menar Bjørnshauge att open-access-organisationer som DOAJ och Open Access Scholarly Publishers Association (OASPA) borde ta mer ansvar för att hjälpa förlag med policyer: de borde ställa upp ett antal kriterier som förlag och tidskrifter måste uppfylla för att komma med på  'den vita listan', och som visar att de är seriösa.
Rick Anderson, associate dean på J. Willard Marriot Library, University of Utah, ifrågasätter själva begreppet  'predatory open access publishing': “vad menar vi när vi säger  ‘predatory,’ och är termen verkligen fortfarande relevant?... Den här frågan har blivit aktuell på grund av den vanliga ramsan som hörs bland Bealls kritiker: att han bara undersöker en enda sorts rovdrift — den sorten som gror i samband med författarfinansierad OA.”  Anderson menar att termen “predatory” bör försvinna från sammanhang som handlar om vetenskaplig publicering. “Det är ett bra, uppmärksamhetsgivande ord, men jag är inte säker på att det är särskilt beskrivande…det ger mer hetta än upplysning.”

## Bealls lista och 'theSciencesting'
År 2013, publicerade tidskriften Science resultaten av en undersökning i vilken en vetenskapligt bristfällig fuskpublikation skickades in till ett flertal open access- tidskrifter. Flera av dessa accepterade manuskriptet, och ett oproportionerligt stort antal av dem fanns på Bealls lista. I artikeln, med titeln Who's Afraid of Peer Review?, drogs slutsatsen att Beall är "bra på att känna igen förlag med bristfällig kvalitetsgranskning". Av de förlag på hans lista som fullföljde granskningsprocessen, accepterade 82 % manuskriptet. Beall anmärkte att författaren av undersökningen, John Bohannon, "kom fram till vad jag har sagt under lång tid."

## Juridiska efterdyningar
I februari 2013 skickade open access-förlaget Canadian Center for Science and Education ett brev till Beall där de skrev att listningen av företaget på Bealls blogg över tvivelaktiga open access-förlag, innebar förtal. Brevet fastslog också att om Beall inte tog bort företaget från listan, så skulle de vidta "rättsliga åtgärder".
I maj 2013 rapporterades det att OMICS Publishing Group, som också hade tagits upp på Bealls lista över 'predatory' open access-förlag, hade utfärdat en varning till Beall att de avsåg stämma honom, och begära 1 miljon dollar i skadestånd. I deras sex sidor långa brev,  skriver OMICS att Bealls blogg är "löjeväckande, ogrundad, oförskämd," och "vittnar om en oprofessionalism och arrogans." Beall rapporteras ha svarat att han fann brevet "vara dåligt skrivet och personligt hotfullt," och att han misstänkte att "...brevet är ett försök att dra uppmärksamheten från de enorma utgivningsrutinerna som OMICS's har."